# パーフェクトグレード
パーフェクトグレード（PERFECT GRADE、PG）は、BANDAI SPIRITSが販売するプラモデルシリーズのブランド名である。
商品第一弾はアニメ『新世紀エヴァンゲリオン』のエヴァンゲリオン初号機。
主力商品は、アニメ『ガンダムシリーズ』に登場するモビルスーツ (ロボット)の1/60スケールキット 。

## コンセプト
第一弾「エヴァンゲリオン」は「究極のエヴァンゲリオンを開発する」というコンセプトの下、商品化された。
第二弾「ガンダム」は「本物」、「究極のガンプラ」の具現化をコンセプトに、内部メカニズムの再現、精密なパーツ分割、電飾パーツの採用など、当時の最新技術を投入したモデルとして開発された。以降のモデルでも、常に最新の技術を採用し、「ガンプラの最高峰ブランド」の位置づけとして開発が続けられている。PGで採用された新技術は他のシリーズに転用されることも多く、ガンプラなどのレベルアップにも繋がっている。
シリーズの傾向として、高密度化により総パーツ数1,000点を越すこともある。

## 商品一覧
掲載は発売日順。型式名・名前・発売時期を記載。

### 通常版
| No. | 型式番号           | 商品名                                          | 発売時期   | 備考                               |
| --- | ------------------ | ----------------------------------------------- | ---------- | ---------------------------------- |
| 1   | EVA-01             | エヴァンゲリオン初号機                          | 1997年12月 | ノンスケール。初回生産分特典付き。 |
| 2   | RX-78-2            | ガンダム                                        | 1998年11月 |                                    |
| 3   | MS-06F             | ザクII                                          | 1999年3月  |                                    |
| 4   | MS-06S             | ザクII                                          | 1999年7月  | シャア専用ザク                     |
| 5   | MSZ-006            | ゼータガンダム                                  | 2000年3月  |                                    |
| 6   | XXXG-00W0          | ウイングガンダムゼロカスタム                    | 2000年11月 |                                    |
| 7   | RX-178             | ガンダムMk-II（エゥーゴ）                       | 2001年11月 | 初回生産分特典付き                 |
| 8   | RX-178             | ガンダムMk-II（ティターンズ）                   | 2002年7月  |                                    |
| 9   | RX-78GP01/Fb       | ガンダムGP01/Fb                                 | 2003年11月 | 初回生産分特典付き                 |
| 10  | GAT-X105           | ストライクガンダム                              | 2004年11月 |                                    |
| 11  | FX-550+AQM/E-X01   | スカイグラスパー+エールストライカー             | 2005年6月  |                                    |
| 12  | MBF-02             | ストライクルージュ+スカイグラスパー             | 2005年8月  |                                    |
| 13  | MBF-P02            | ガンダムアストレイ レッドフレーム               | 2009年3月  | 早期予約分特典付き                 |
| 14  | GN-0000+GNR-010    | ダブルオーライザー                              | 2009年11月 | 初回生産分特典付き                 |
| 15  | ZGMF-X20A          | ストライクフリーダムガンダム                    | 2010年12月 |                                    |
| 16  | RX-0               | ユニコーンガンダム                              | 2014年12月 |                                    |
| 17  | RX-0[N]            | ユニコーンガンダム2号機 バンシィ・ノルン        | 2015年9月  |                                    |
| 18  | GN-001             | ガンダムエクシア                                | 2017年12月 |                                    |
| 18  | GN-001             | ガンダムエクシア[LIGHTING MODEL]                | 2017年12月 | LEDユニット同梱版                  |
| 19  | -                  | 1/72 ミレニアム・ファルコン（スタンダードVer.） | 2018年3月  |                                    |
| 20  | GN-0000GNHW/7SG    | ダブルオーガンダム セブンソード/G               | 2018年12月 |                                    |
| 21  | GAT-X105+AQM/E-YM1 | パーフェクトストライクガンダム                  | 2020年2月  |                                    |

### PG UNLEASHED
PERFECT GRADE UNLEASHED,PGU
- RX-78-2 ガンダム（2020年12月）
- νガンダム（2026年1月予定）
- νガンダム用LEDユニット（2026年1月予定）

### オプション（一般販売）
1. RX-78-2 ガンダム カスタムセット#1（1998年12月）
2. RX-78-2 ガンダム カスタムセット#2（1999年4月）
3. MS-06 ザクII カスタムセット#1（1999年5月）
4. MS-06 ザクII カスタムセット#2（1999年7月）
5. RX-0 ユニコーンガンダム用LEDユニット（2014年12月）
  - RX-0 ユニコーンガンダム用LEDユニット〔RX-0シリーズ兼用〕（2015年9月）- 上記LEDユニットのパッケージ等変更版
6. ガンダムエクシア用 LED ユニット（2018年12月）

### スペシャルバージョン（一般販売）
- EVA-01 エヴァンゲリオン初号機 リミテッドコーティングエディション（2006年7月） - ノンスケール
- XXXG-00W0 ウイングガンダムゼロカスタム パールミラーコーティングバージョン（2007年6月）
- GAT-X105 エールストライクガンダム+スカイグラスパー 30周年記念カラークリアVer.（2010年3月）
- MS-06F ザクII 30周年限定モデル エクストラフィニッシュVer.（2010年3月）
- RX-78-2 ガンダム 30周年限定モデル エクストラフィニッシュVer.（2010年3月）

### 限定モデル
- RX-78-2 ガンダム クロームメッキバージョン（2000年7月）
JAF-CON9限定販売。
- RX-78/C.A キャスバル専用ガンダム メッキコーティングバージョン（2002年8月）
C3限定販売。
- RX-78-2 ガンダム 純金コーティングバージョン（2003年）
MGスペシャルメカニックシールWチャンスキャンペーン景品。
- MS-06S シャア専用ザクII レッドメタルバージョン（2003年）
MGスペシャルメカニックシールWチャンスキャンペーン景品。
- RX-78-3 G-3ガンダム メッキバージョン（2003年12月）
バンダイミュージアム限定販売。
- MSZ-006 ゼータガンダム マルチコーティングバージョン（2004年10月）
プラモデル・ラジコンショー限定販売。
- RX-178 ガンダムMk-II マルチコーティングバージョン（2005年8月）
キャラホビ2005限定販売。
- MS-06S シャア専用ザク フルカラーコーティングバージョン（2006年8月）
ガンプラEXPO限定販売。
- RX-78-2 ガンダム+ウエポンズ アニメーションカラーバージョン（2006年8月）
ガンプラEXPO限定販売。
- GAT-X105 エールストライクガンダム+スカイグラスパー クリアパールシフトバージョン（2006年8月）
キャラホビ2006限定販売。
- RX-78-2 ガンダム 大河原邦男氏イラストイメージカラーバージョン（2007年8月）
キャラホビ2007限定販売。
- MS-06F ザクII+ウエポンズ アニメーションカラーバージョン（2008年8月）
キャラホビ2008限定販売。
- MS-06F ザクII（mastermind ver.）トートバッグセット（2012年12月）
STRICT-G限定販売。
- RX-78-2 ガンダム（mastermind ver.）トートバッグセット（2013年8月）
STRICT-G限定販売。
- MBF-P04 ガンダムアストレイ グリーンフレーム セブン-イレブンカラー（2017年3月）
- RX-0 ユニコーンガンダム ルミナスクリア セブン-イレブンカラー（2017年3月）
以上2点、セブン-イレブン限定販売。
- MS-06S ZAKU II mastermind JAPAN Ver.（2018年６月）
- RX-0 ユニコーンガンダム3号機 フェネクス mastermind JAPAN Ver.（2018年6月）
以上2点、プレミアムバンダイにて抽選販売。
- RX-0 ユニコーンガンダム+アームド・アーマーDE [チャイナレッドVer.]（2019年8月）
万代官方旗舰店限定品。

ガンダムベース限定販売品
- PG 1/60 ガンダムベース限定 ガンダムアストレイ レッドフレーム[メタリック]（2017年8月）
- PG 1/60 ガンダムベース限定 RX-78-3 G-3ガンダム [エクストラフィニッシュ]（2018年6月）
- PG 1/60 ガンダムベース限定 RX-78-2 ガンダム [チタニウムフィニッシュ]（2020年5月）

プレミアムバンダイ限定販売
- PG 1/60 ガンダムアストレイ ブルーフレーム （2014年2月）
- PG 1/60 RX-0 ユニコーンガンダム用 FA拡張ユニット（2015年1月）
- PG 1/60 拡張ユニット アームド・アーマーVN/BS（2015年11月）
- PG 1/60 RX-0 ユニコーンガンダム（最終決戦Ver.）（2016年4月）
- PG 1/60 RX-0 ユニコーンガンダム3号機 フェネクス（2017年2月）
- PG 1/60 トランザムライザー（2017年6月）
- PG 1/60 トランザムライザー クリアカラーボディ（2017年6月）
- PERFECT GRADE 1/72 ミレニアム・ファルコン（2017年8月）
- PG 1/60 RX-0[N] ユニコーンガンダム2号機 バンシィ・ノルン（最終決戦Ver.）（2018年2月）
- PG 1/60 ガンダムエクシア用 リペアパーツセット（2018年3月）
- PG 1/60 ガンダムアストレイ レッドフレーム改（2018年6月）
- PG 1/60 ガンダムエクシア クリアカラーボディ（2018年12月）
- PG 1/60 ストライクガンダム用 パーフェクトストライクガンダム拡張パーツ（2020年2月）
- PG 1/60 ダブルオーガンダムセブンソード/Gインスペクション（2020年6月）
- PG 1/60 ユニコーンガンダム3号機 フェネクス（ナラティブVer.）（2021年1月予定）
- PG 1/60 ユニコーンガンダム3号機 フェネクス用 ナラティブVer. 拡張セット（2021年1月）
- PG UNLEASHED 1/60 RX-78-2 ガンダム クリアカラーボディ（2021年3月）
- PG 1/60 ユニコーンガンダム ペルフェクティビリティ（2022年1月）
- PG 1/60 ユニコーンガンダム ペルフェクティビリティ用ディバイン拡張セット（2022年1月）

## その他
ハイパーハイブリッドモデル（HY2M）グロリアスシリーズで同スケールのガンプラが販売されている。こちらは簡素なフレームを採用し、多数の発光ダイオードで電飾をされたモデルとなっている。